# 中国人民解放军北部战区海军航空兵
中国人民解放军北部战区海军航空兵，机关驻青岛市，是中国人民解放军北部战区海军的海军航空兵。

## 沿革
1951年7月，中国人民解放军海军青岛基地防空兵正式成立。1955年，该部队组建了中国人民解放军第一支也是唯一一支水上飞机部队。
1954年3月18日，6架中华民国空军F-47战斗轰炸机从台湾侵入大陆，企图轰炸中华人民共和国舰艇。海军航空兵第一个装备喷气式飞机的歼击机团海航2师6团副大队长崔巍、中队长姜凯起飞迎敌，在浙江省南田地区与敌方4架F-47遭遇，两人击落敌机2架，迫使另2架逃走。南田空战揭开了中国人民解放军夺取浙东沿海制空权斗争的序幕，这也是中国人民解放军海军航空兵组建以来的第一次战斗。在随后两个月内，海军航空兵部队先后击落敌机8架，击伤2架。
1955年1月，在配合其他部队展开一江山岛战役中，日后属于海军北海舰队航空兵的部队的战机击落击伤敌机10架，一江山岛战役是中国人民解放军历史上首次陆海空三军协同作战。
1959年6月，在海军青岛基地防空兵的基础上成立了中国人民解放军海军青岛基地航空兵部。1960年7月1日，中国人民解放军海军北海舰队航空兵在原青岛基地航空兵部的基础上正式组建。
1965年9月20日，北海舰队航空兵部队的高翔和僚机黄风生一起迎击侵入中国海南岛领空的一架美国F-104C战斗机，高翔驾驶歼-6在距敌机仅291米时追赶射击，直到距敌机仅39米处才拉起机头脱离，成功击落敌机。
1975年5月，中国人民解放军第一支舰载机部队——北海舰队航空兵某舰载直升机部队成立。1980年1月3日，中国舰载直升机在上海长江口外第一次着船成功。舰载机部队成立后，随即担负多项国家任务。1980年5月18日，中国发射运载火箭，4架舰载直升机分别承担遥测、航测、打捞火箭数据舱任务。
1984年9月27日，中国政府宣布：“中国将派出考察队，前往南大洋和南极洲进行科学考察，并在南极建立一个科学考察站。”北海舰队航空兵舰载机部队随即组成机组，随考察船编队到南极洲参加建站工作，在南极洲上空创造出中国的多项第一。
21世纪初，北海舰队航空兵舰载机多次随海军舰艇编队出访。2008年参加了2008年北京奥运会安保任务，2009年参加了庆祝人民海军成立60周年“多国海军活动”任务。舰载机随舰多次到亚丁湾执行护航任务。2008年，北海舰队航空兵驻青岛部队奉命到一线清理浒苔。
为支援地方经济建设，北海舰队航空兵向地方转让了青岛流亭机场，开放了部分沿海机场，并陆续调整了24个训练空域，截至2010年每年安全保障民航飞行将近30万架次。
2016年，在深化国防和军队改革中，北海舰队改称北部战区海军，北海舰队航空兵随之改称中国人民解放军北部战区海军航空兵。

## 历任领导
| 司令员 1. 杨力 少将（1960年8月—1965年10月） 2. 李学昌（1965年10月—1969年10月） 3. 马溪波（1969年10月—1972年1月） 4. 范天喜（？—？） 5. 王绪恭 海军少将（1983年8月—1990年6月） 6. 黄茂江 海军少将（1990年6月—1992年10月） 7. 张永义 海军少将（1992年10月—1995年12月） 8. 贾茂荣 海军少将（1995年12月—2000年12月） 9. 张志诚 海军少将（2000年12月—2002年6月） 10. 金晓湘 海军少将（2002年6月—2003年12月） 11. 贾茂荣 海军少将（2003年12月—2006年12月，北海舰队副司令员兼） 12. 金晓湘 海军少将（2006年12月—2010年7月，北海舰队副司令员兼） 13. 丁毅 海军少将（2010年7月—2013年7月，北海舰队副司令员兼） 14. 吴海波 海军少将（2013年—，北部战区海军副司令员兼） | 政治委员 1. 罗斌 少将（1960年8月—1962年4月） 2. 张华 少将（1962年4月—1965年1月） 3. 解长泰（1965年4月—1969年11月） 4. 李学昌（1969年10月—？） 5. 包锡宦 海军少将（1985年8月—1990年6月） 6. 郭东亚 海军少将（1990年6月—1992年10月） 7. 张昭福 海军少将（1995年12月—1997年5月） 8. 战伟义 海军少将（1997年5月—2000年12月） 9. 陈德业 海军少将（2000年12月—2003年6月） 10. 张徳强 海军少将（2003年6月—2008年4月，北海舰队副政委兼） 11. 白文奇 海军少将（2008年4月—2012年7月，北海舰队副政委兼） 12. 陈学斌 海军少将（2012年7月—2015年12月，北海舰队副政委兼） 13. 姜平 海军少将（2016年—，北部战区海军副政委兼） |

| 副司令员 - 陈士珍 大校（1960年8月—1969年9月） - 李树荣 少将（1960年8月—1972年） - 刘世雄 大校（1962年3月—1964年12月） - 李学昌 上校（1964年10月—1965年10月） - 马溪波（1966年5月—1969年10月） - 王天保（1969年10月—？） - 石云生（1976年9月—1981年4月） - 王绪恭（1981年3月—1983年8月） - 孙晋美 海军少将（1985年8月—1990年2月） - 刘凤祥 海军少将（？—？） - 邓永田 海军少将（？—？） - 徐同业 海军少将（？—1990年6月） - 黄茂江 海军少将（？—1990年6月） - 周登武 海军少将（1994年12月—2000年12月） - 李光林 海军少将（1995年7月—1999年12月） - 阳新国 海军少将（1997年1月—？） - 朱玉兵 海军少将（1999年12月—？） - 张进发 海军少将（2000年12月—？） - 李平 海军少将（2004年12月—？） - 李永义 海军大校（？—2008年） - 王建军 海军少将（2008年—？） - 马中尧 海军少将（？—？） - 濮瑞南 海军少将（？—2012年1月） - 刘长虹 海军少将（？—？） - 张光 海军大校（2014年—） - 陈志鹏 海军大校（2015年—） | 副政治委员 - 解长泰 大校（1962年3月—1963年6月） - 毕德林 大校（1964年6月—？） - 王天保（1969年3月—1969年10月） - 李汉武（1969年6月—？） - 卫殿斌 海军少将（1988月—1990年6月） - 李永彩 海军少将（1989年10月—？） - 张惠玲 海军少将（1992年10月—2004年12月） - 袁维真 海军少将（1996年12月—1999年12月） - 李春明 海军少将（1999年12月—2001年6月） - 林长凯 海军少将（1999年12月—2004年7月） - 任胜前 海军少将（2002年1月—2003年12月） - 王守武 海军少将（？—？） - 柴亚非 海军少将（？—） - 杨志亮 海军少将（？—2015年） |

| 参谋长 1. 陈丕（1960年9月—1964年5月） 2. 马溪波（1964年5月—1969年9月，1966年5月起为兼任） 3. 杨向东（1969年9月—？） 4. 姜培玉（1982年—1983年8月） 5. 王占瑞（1983年8月—1985年8月） 6. 刘江桥（1985年8月—1990年6月） 7. 张永义（1990年6月—1992年10月） 8. 贾茂荣（1992年12月—1994年3月） 9. 李居林（1994年4月—1997年1月） 10. 赖西炜（？—？） 11. 丁希武（2003年12月—？） 12. 李永义（？—？） 13. 崔玉忠（？—2014年12月） 14. 张弓（2014年12月—） | 政治工作部主任 （2016年深化国防和军队改革前为政治部主任） 1. 刘春光（1960年8月—1962年3月） 2. 解长泰（1962年3月—1963年6月，兼任） 3. 郭宝恒（1963年6月—1969年10月） 4. 张刚夫（1970年7月—？） 5. 刘同善（1981年8月—1983年8月） 6. 袁维真（1992年10月—1996年12月） 7. 李春明（1996年12月—1999年12月） 8. 任胜前（1999年12月—2002年1月） 9. 徐孝泉（2002年1月—2003年6月） 10. 莫庸（2003年6月—？） 11. 于庆利（？—2012年） 12. 徐立谦（2012年—2015年） |

后勤部部长
……
- 张维棣（？—？）
- 徐凯（？—？）

……

## 装备
| 航空兵部隊        | 驻地 | 技术编号及机型                            |
| ----------------- | ---- | ----------------------------------------- |
| 海航2师（混编师） | 莱阳 | 4团8XX2X（轰-6、水轰-5、运-8J），6团83X2X |
| 海航5师（歼击师） | 莱山 | 14团8XX5X（歼轰-7），15团83X5X（歼-8DF）  |
| 海航7师（训练师） | 綏中 | 歼轰-7A、教练-9                           |
| 舰载航空兵第10旅  | 大场 | 歼-15T、歼-15D、歼-35、空警-600           |
| 舰载航空兵第1联队 | 兴城 | 歼-15、歼-15D                             |